# صفين كسرة محمد آغا (الرقة)
صفين_كسرة محمد آغا قرية سورية تتبع ناحية السبخة في منطقة مركز الرقة في محافظة الرقة. بلغ عدد سكانها 1856 نسمة في عام 2004 حسب إحصاء المكتب المركزي للإحصاء.